# Galder (musicien)
Pour les articles homonymes, voir Galder et Andersen.

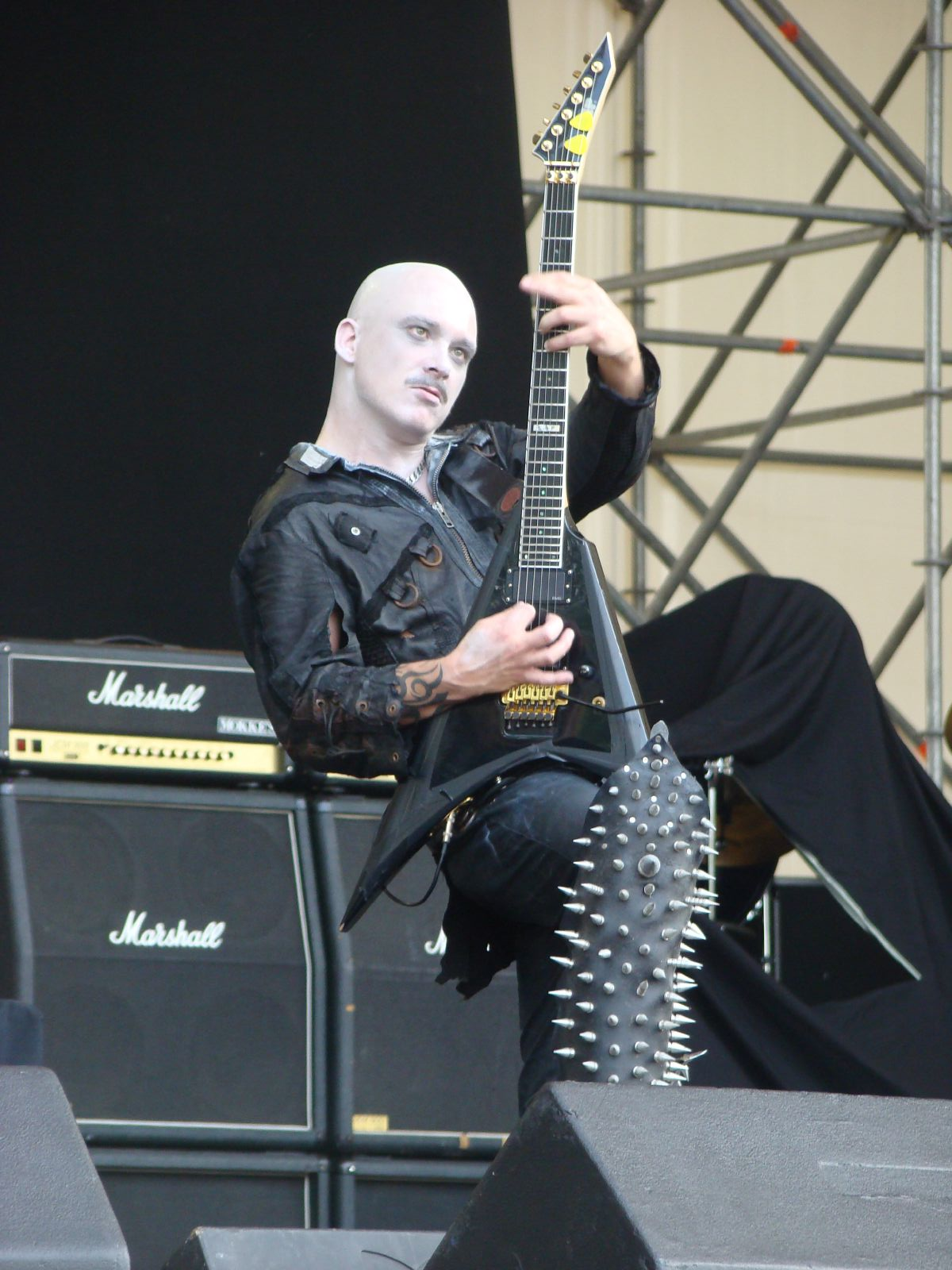
Galder, 2007

Galder (de son vrai nom Thomas Rune Andersen) est un musicien norvégien de metal.

## Biographie
Il est originaire de Jessheim, une ville au nord de Oslo.
Il est guitariste soliste et compositeur dans le groupe de black metal symphonique norvégien Dimmu Borgir depuis 2001. Il joue également dans un autre groupe de black metal symphonique, Old Man's Child. Depuis sa formation en 1993, il en est un des fondateurs et le principal compositeur. Il est resté dans ce groupe après avoir intégré Dimmu Borgir.
Les deux groupes ont fusionné leurs démos respectivement appelées Devil's Path et In the Shades of Life pour donner l'album intitulé Sons Of satan Gather For Attack sur lequel Galder a assuré le poste de guitariste.
Galder a également travaillé avec un autre groupe norvégien, Dødheimsgard. Un des membres de ce groupe, Aldrahn, a écrit une partie des paroles de la démo de Old Man's Child, In the Shades of Life avec Galder.
Malgré le fait qu'il soit gaucher il joue de la guitare en droitier. 
Il collabore avec la marque de guitare ESP afin de sortir un modèle signature. 

## Discographie

### avecOld Man's Child
- In the Shades of Life (1994)
- Born of The Flickering (1995)
- The Pagan Prosperity (1997)
- Ill-Natured Spiritual Invasion (1998)
- Revelation 666 - The Curse of Damnation (2000)
- In Defiance of Existence (2003)
- Vermin (2005)
- Slaves Of The World (2009)

### avecDimmu Borgir
- Puritanical Euphoric Misanthropia (2001)
- Alive In Torment (2002)
- World Misanthropy (2002) (DVD)
- Death Cult Armageddon (2003)
- In Sorte Diaboli (2007)
- Abrahadabra (2010)

### avecDødheimsgard
- Satanic Art (1998)